# Thonne-la-Long
Thonne-la-Long é uma comuna francesa na região administrativa de Grande Leste, no departamento de Meuse. Estende-se por uma área de 9,5 km². Em 2010 a comuna tinha 346 habitantes (densidade: 36,4 hab./km²).